# Магнолія (Іллінойс)
Магнолія (англ. Magnolia) — селище (англ. village) в США, в окрузі Патнем штату Іллінойс. Населення — 256 осіб (2020).

## Географія
Магнолія розташована за координатами 41°6′50″ пн. ш. 89°11′45″ зх. д. / 41.11389° пн. ш. 89.19583° зх. д. (41.113985, -89.195768).  За даними Бюро перепису населення США в 2010 році селище мало площу 0,84 км², уся площа — суходіл.

## Демографія
Згідно з переписом 2010 року, у селищі мешкало 260 осіб у 102 домогосподарствах у складі 69 родин. Густота населення становила 308 осіб/км².  Було 110 помешкань (130/км²).
Расовий склад населення:
| - 98,8 % — білих |

До двох чи більше рас належало 0,8 %. Частка іспаномовних становила 4,2 % від усіх жителів.
За віковим діапазоном населення розподілялося таким чином: 23,5 % — особи молодші 18 років, 63,8 % — особи у віці 18—64 років, 12,7 % — особи у віці 65 років та старші. Медіана віку мешканця становила 39,8 року. На 100 осіб жіночої статі у селищі припадало 95,5 чоловіків;  на 100 жінок у віці від 18 років та старших — 95,1 чоловіків також старших 18 років.
Середній дохід на одне домашнє господарство  становив 53 288 доларів США (медіана — 45 750), а середній дохід на одну сім'ю — 51 845 доларів (медіана — 39 000). Медіана доходів становила 50 313 долари для чоловіків та 38 583 долари для жінок. За межею бідності перебувало 39,6 % осіб, у тому числі 64,3 % дітей у віці до 18 років та 2,9 % осіб у віці 65 років та старших.
Цивільне працевлаштоване населення становило 153 особи. Основні галузі зайнятості: виробництво — 26,8 %, освіта, охорона здоров'я та соціальна допомога — 22,9 %, транспорт — 13,1 %, роздрібна торгівля — 13,1 %.